# Dziura pod Jaskinią Magurską
Dziura pod Jaskinią Magurską – jaskinia w Dolinie Jaworzynka w Tatrach Zachodnich. Wejście do niej znajduje się na stoku Żlebu pod Czerwienicą, w pobliżu Jaskini Magurskiej, na wysokości 1370 m n.p.m. Długość jaskini wynosi 16 metrów, a jej deniwelacja 3 metry.

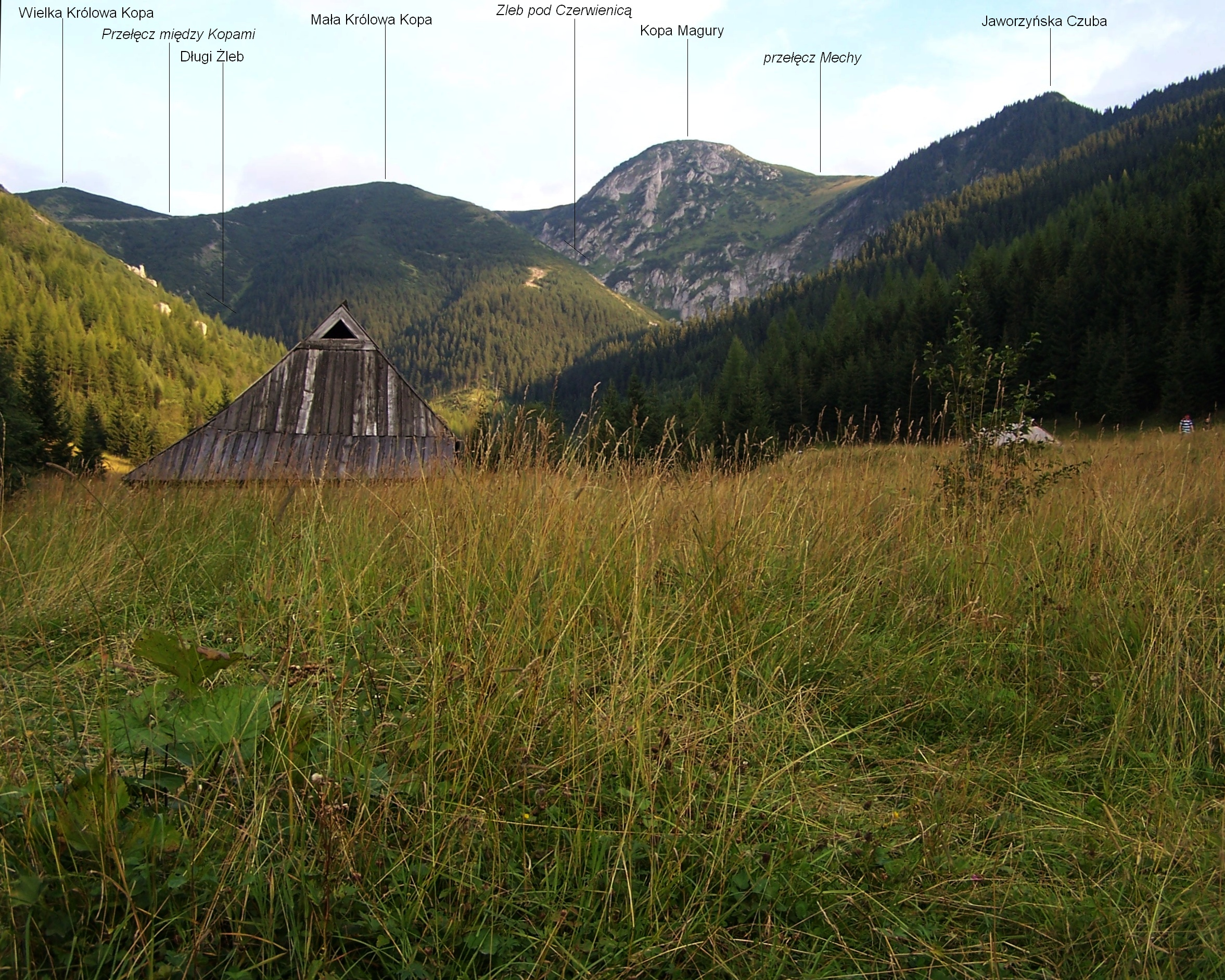
Dolina Jaworzynka. Na wprost Żleb pod Czerwienicą

## Opis jaskini
Jaskinię tworzy korytarz zaczynający się w otworze wejściowym, przechodzący przez małą salkę i kończący się kolejną niewielką salką. Z ostatniej salki można przejść bocznym, ciasnym ciągiem do pierwszej salki.

## Przyroda
W jaskini brak jest nacieków. Zamieszkują ją nietoperze i gryzonie. Ściany są mokre, rosną na nich mchy, glony i porosty.

## Historia odkryć
Jaskinia była znana od dawna.